# クレイジー・キム
クレイジー・キム（CRAZY KIM、1974年10月4日 - ）は、日本の元プロボクサー。本名は金山 俊治（かなやま としはる）。熊本県荒尾市出身。元日本スーパーウェルター級王者。元OPBF東洋太平洋スーパーウェルター級王者、元OPBF東洋太平洋ライトヘビー級王者。元OPBF東洋太平洋スーパーミドル級暫定王者。元ABCOスーパーウェルター級王者。初代ABCOスーパーミドル級王者。OPBF王座とABCO王座を同時に保持しOPBF3階級制覇王、ABCO2階級制覇を果たした。現役時代はヨネクラボクシングジム所属。東海大学付属第二高等学校、法政大学出身。元在日韓国人。2009年からは自らが開設したNo.1 CHAMPION SCHOOLの会長を務める。

## 来歴
1991年、インターハイで優勝。翌1992年も高校選抜優勝とアマチュア時代も実績を残す。大学でも王者となり、アマチュアエリートとして6回戦からのデビューとなった。
1997年5月27日、松下文昭戦にてプロデビュー。
1999年2月15日、5連勝で日本スーパーウェルター級王者大東旭と対戦し、10回判定負け。
2000年1月15日、日本スーパーウェルター級王者河合丈矢と対戦し、10回判定負け。
2001年2月12日、日本スーパーウェルター級王者吉野弘幸と対戦し、10回KO負け。
2002年10月10日、石田順裕との日本スーパーウェルター級暫定王座決定戦を行い、10回判定勝ちを収め日本王座4度目の挑戦にして暫定ながら初戴冠に成功した。
2003年2月20日、日本スーパーウェルター級正規王者河合丈矢の王座返上に伴い正規王者となった。
2003年7月15日、ナデール・ハムダンが返上し空位となったOPBF東洋太平洋[スーパーウェルター級王座決定戦を呉炳哲（韓国）と争い2回KO勝ちを収め王座獲得に成功した。
2004年2月24日のチャンピオンカーニバルでの日本スーパーウェルター級王座の3度目の防衛戦からリングネームを本名からクレイジー・キムに変更。同年12月13日、アデ・アルフォンス（インドネシア）を倒し東洋太平洋初防衛に成功した。
2005年10月20日、ジャイペット・キャットムアンカーン（タイ）とのABCOスーパーウェルター級王座決定戦を制した。
2006年1月24日、川崎タツキを倒し、日本王座は6度目、東洋太平洋王座は3度目の防衛に成功、同年9月19日、加山利治・日高和彦・石田順裕・前田宏行らから防衛していた日本スーパーウェルター級王座を返上。
2006年10月26日、後楽園ホールでのノンタイトル戦で、WBA世界スーパーウェルター級8位のハビエル・アルベルト・ママニ（アルゼンチン）に10回KO負けを喫した。
2007年7月17日、3階級上となるOPBF東洋太平洋ライトヘビー級王者ヒース・ステントン（オーストラリア）に挑戦。判定で勝利し東洋太平洋2階級制覇を達成。
2007年7月24日、OPBF東洋太平洋ライトヘビー級王座獲得に伴い同スーパーウェルター級王座を返上した。
2007年11月20日、後楽園ホールでOPBF東洋太平洋スーパーミドル級暫定王座決定戦およびABCOスーパーミドル級王座決定戦でズルフィカル・ジョイ・アリ（フィジー）と対戦し6回KOで勝利し日本人初の東洋太平洋3階級制覇およびABCO2階級制覇を達成した。この王座獲得に伴い、同日ABCOスーパーウェルター級王座を返上した。
2007年11月27日、OPBF東洋太平洋スーパーミドル級暫定王座を返上。
2008年3月18日、元OPBF東洋太平洋クルーザー級5位ビトリ・ナタワケとのノンタイトル戦を後楽園ホールで行い、2回KO勝ち。
2008年7月30日、オーストラリアニューサウスウェールズ州ニューカッスルで前WBA世界スーパーミドル級王者アンソニー・ムンディンとの試合で、王者からダウンを奪うも10回判定負けを喫した。
2008年11月、ABCOスーパーミドル級王座を返上、同月、現役を引退した。
2009年10月10日、地元である熊本県荒尾市にNo.1 CHAMPION SCHOOLを開設した。

## 戦績
- アマチュアボクシング：94戦79勝 (30KO・RSC) 15敗
- プロボクシング：33戦28勝 (24KO) 5敗 (2KO)

| 戦           | 日付           | 勝敗 | 時間     | 内容    | 対戦相手                             | 国籍                       | 備考                                                                         |
| ------------ | -------------- | ---- | -------- | ------- | ------------------------------------ | -------------------------- | ---------------------------------------------------------------------------- |
| 1            | 1997年5月27日  | ☆    | 6R       | 判定    | 松下文昭（鈴鹿ニイミ）               | 日本                       | プロデビュー戦                                                               |
| 2            | 1998年1月27日  | ☆    | 4R 2:11  | TKO     | 高山彰将（ネクサス）                 | 日本                       |                                                                              |
| 3            | 1998年4月15日  | ☆    | 2R       | TKO     | 崔光福                               | 韓国                       |                                                                              |
| 4            | 1998年6月8日   | ☆    | 5R 1:07  | TKO     | 樽井保英（輪島スポーツ）             | 日本                       |                                                                              |
| 5            | 1998年11月24日 | ☆    | 3R       | TKO     | トムソン・タスリ                     | インドネシア               |                                                                              |
| 6            | 1999年2月15日  | ★    | 10R      | 判定    | 大東旭                               | 日本（大鵬）               | 日本スーパーウェルター級タイトルマッチ                                       |
| 7            | 1999年9月21日  | ☆    | 1R       | KO      | エフレン・レガスピノ                 | フィリピン                 |                                                                              |
| 8            | 2000年1月25日  | ★    | 10R      | 判定1-2 | 河合丈矢（オーキッドカワイ）         | 日本                       | 日本スーパーウェルター級タイトルマッチ                                       |
| 9            | 2000年5月10日  | ☆    | 2R       | KO      | ラシード角海老（角海老宝石）         | 日本                       |                                                                              |
| 10           | 2000年9月6日   | ☆    | 1R 0:46  | TKO     | ボーイ・ニトゥダ                     | フィリピン                 |                                                                              |
| 11           | 2001年2月12日  | ★    | 10R 0:36 | KO      | 吉野弘幸（野口）                     | 日本                       | 日本スーパーウェルター級タイトルマッチ                                       |
| 12           | 2001年6月19日  | ☆    | 1R 2:55  | TKO     | ルンサックノイ・キャットチャーンシン | タイ                       |                                                                              |
| 13           | 2001年10月2日  | ☆    | 6R 2:24  | TKO     | 新屋敷幸春（沖縄ワールドリング）     | 日本                       |                                                                              |
| 14           | 2002年1月29日  | 勝利 | 5R 2:25  | TKO     | 吉田聖宰（進光）                     | 日本                       |                                                                              |
| 15           | 2002年5月14日  | ☆    | 1R 1:30  | KO      | メッケンナー・キングスター           | タイ                       |                                                                              |
| 16           | 2002年10月10日 | ☆    | 10R      | 判定3-0 | 石田順裕（金沢）                     | 日本                       | 日本スーパーウェルター級暫定王座決定戦                                       |
| 17           | 2003年2月25日  | ☆    | 3R 0:36  | KO      | スビン・シットゴーソン               | タイ                       |                                                                              |
| 18           | 2003年4月14日  | ☆    | 5R 0:59  | TKO     | 加山利治（ワタナベ）                 | 日本                       | 日本王座防衛1                                                                |
| 19           | 2003年7月15日  | ☆    | 2R 0:55  | KO      | 呉炳哲                               | 韓国                       | OPBF東洋太平洋スーパーウェルター級王座決定戦                                 |
| 20           | 2003年10月7日  | ☆    | 8R 3:09  | KO      | 日高和彦（新日本木村）               | 日本                       | 日本王座防衛2                                                                |
| 21           | 2004年2月24日  | 勝利 | 5R 1:30  | TKO     | 新屋敷幸春                           | 日本（沖縄ワールドリング） | 日本王座防衛3／この試合以降「クレイジー・キム」を名乗る                      |
| 22           | 2004年4月20日  | ☆    | 2R 2:17  | KO      | 金大栄                               | 韓国                       |                                                                              |
| 23           | 2004年6月14日  | ☆    | 10R      | 判定3-0 | 石田順裕（金沢）                     | 日本                       | 日本王座防衛4                                                                |
| 24           | 2004年12月13日 | ☆    | 4R 0:22  | KO      | アデ・アルフォンス                   | インドネシア               | OPBF防衛1                                                                    |
| 25           | 2005年4月19日  | ☆    | 2R 0:50  | TKO     | 前田宏行（角海老宝石）               | 日本                       | 日本王座防衛5                                                                |
| 26           | 2005年10月20日 | ☆    | 1R 2:08  | TKO     | ジャイペット・キャットムアンカーン   | タイ                       | ABCOスーパーウェルター級王座決定戦                                           |
| 27           | 2006年1月24日  | ☆    | 9R 0:35  | TKO     | 川崎タツキ（草加有沢）               | 日本                       | 日本王座防衛6・OPBF防衛2                                                     |
| 28           | 2006年7月18日  | ☆    | 9R 0:37  | TKO     | デー・バイラ                         | 韓国                       | OPBF防衛3・ABCO防衛1                                                         |
| 29           | 2006年10月26日 | ★    | 10R 3:09 | KO      | ハビエル・アルベルト・ママニ         | アルゼンチン               |                                                                              |
| 30           | 2007年7月17日  | ☆    | 12R      | 判定3-0 | ヒース・ステントン                   | オーストラリア             | OPBF東洋太平洋ライトヘビー級タイトルマッチ                                   |
| 31           | 2007年11月20日 | ☆    | 6R 1:04  | KO      | ズルフィカル・ジョイ・アリ           | フィジー                   | OPBF東洋太平洋スーパーミドル級暫定王座決定戦・ABCOスーパーミドル級王座決定戦 |
| 32           | 2008年3月18日  | ☆    | 2R 2:30  | KO      | ヴィトリオ・ナタワケ                 | フィジー                   | ライトヘビー級契約                                                           |
| 33           | 2008年7月30日  | ★    | 10R      | 判定0-3 | アンソニー・ムンディン               | オーストラリア             | 75.0kg契約                                                                   |
| テンプレート |                |      |          |         |                                      |                            |                                                                              |

## 獲得タイトル

### アマチュア
- 第45回インターハイウェルター級優勝
- 第3回高校選抜ウェルター級優勝

### プロ
- 日本スーパーウェルター級暫定王座（防衛0）
- 第27代日本スーパーウェルター級王座（防衛6＝返上）
- 第26代OPBF東洋太平洋スーパーウェルター級王座（防衛3＝返上）
- 初代ABCOスーパーウェルター級王座（防衛1＝返上）
- 第13代OPBF東洋太平洋ライトヘビー級王座（剥奪）
- OPBF東洋太平洋スーパーミドル級暫定王座（獲得返上）
- 初代ABCOスーパーミドル級王座（防衛0）